# Python europaeus
Python europaeus — викопний вид неотруйних змій сучасного роду Пітон (Python) родини Пітони (Pythonidae), що існував на початку міоцену в Європі.

## Скам'янілості
Рештки хребта змії знайдено у Франції.